# Mitchell County (Kansas)
Mitchell County is een county in de Amerikaanse staat Kansas.
De county heeft een landoppervlakte van 1.813 km² en telt 6.932 inwoners (volkstelling 2000). De hoofdplaats is Beloit.